# Breathless (Kenny-G-Album)
Breathless ist das sechste Studioalbum des US-amerikanischen Saxophonisten Kenny G. Es erschien am 20. Oktober 1992.

## Hintergründe
Kenny G komponierte und produzierte alle zwölf Instrumentalstücke des Albums eigenhändig. By the Time This Night is Over wurde von Andy Goldmark, Diane Warrick und Michael Bolton geschrieben, während Even If My Heart Would Break aus der Feder von Adrian Gurvitz und Frannie Golde stammt. Beide wurden von David Foster und Walter Afanasieff produziert, die neben Dan Shea auch als Co-Produzenten anderer Titel fungierten. Als Gastinterpreten treten auf diesen Liedern die Sänger Peabo Bryson und Aaron Neville auf.
Aus dem Album wurden vier Singles ausgekoppelt: Forever in Love, By the Time This Night is Over, Sentimental und Even If My Heart Would Break. Mit Ausnahme des letzten Titels konnten sich alle in der US-amerikanischen Hitparade platzieren; die ersten beiden darüber hinaus auch in der britischen. Top-Ten-Positionen wurden dabei jedoch keine erzielt.

## Musik
Mit Ausnahme der Titel By the Time This Night is Over und Even If My Heart Would Break sind sämtliche Stücke des Albums gänzlich instrumental gehalten, zudem lassen sich ausnahmslos alle dem Genre des Smooth Jazz zuordnen und stellen, ausgenommen das Stück G-Bop, Balladen dar. Neben dem Saxophon, das auf allen Songs als Leadinstrument eingesetzt wird, sind auch weiche, in den Hintergrund gemischte Keyboards und von Kenny G zum Teil selbst programmierte Drumcomputer auf den Titeln präsent.

## Covergestaltung
Das Coverartwork zeigt ein Schwarzweißbild von Kenny G von der Brust aufwärts. Er trägt eine Jeansjacke und ein helles Shirt und lächelt in die Kamera. Es ist vor ihm der obere Teil eines Saxophons zu erkennen. In der linken, oberen Ecke ist eine schwarze Textbox zu sehen, die links und rechts einen weißen Balken aufweist. In ihr steht der Name des Interpreten in Rot und darunter der Albumtitel in Weiß.

## Titelliste
| Nr. | Titel                                                  | Länge |
| --- | ------------------------------------------------------ | ----- |
| 1.  | The Joy of Life                                        | 4:20  |
| 2.  | Forever in Love                                        | 4:59  |
| 3.  | In the Rain                                            | 5:00  |
| 4.  | Sentimental                                            | 6:35  |
| 5.  | By the Time This Night is Over (feat. Peabo Bryson)    | 4:45  |
| 6.  | End of the Night                                       | 5:22  |
| 7.  | Alone                                                  | 5:25  |
| 8.  | Morning                                                | 5:13  |
| 9.  | Even If My Heart Would Break (Kenny G & Aaron Neville) | 4:59  |
| 10. | G-Bop                                                  | 4:05  |
| 11. | Sister Rose                                            | 6:13  |
| 12. | A Year Ago                                             | 5:17  |
| 13. | Homeland                                               | 4:33  |
| 14. | The Wedding Song                                       | 3:21  |

## Kritiken
Breathless erhielt überwiegend negative Kritiken. Nach seiner Veröffentlichung wurde das Album, wie auch das gesamte Schaffen Kenny Gs, aufgrund seiner Nähe zur Popmusik von der Jazzszene hart verrissen und ablehnend rezipiert. Retrospektive Kritiken differenzieren hier und bewerten Breathless innerhalb seines Genres Smooth Jazz als Popalbum. Es spiele jedoch laut ihnen letztlich keine Rolle, da es dem Album sowohl im einen als auch im anderen Stil an Seele und Innovation mangeln würde. Es würde sich so anhören, als liefe der Interpret auf Autopilot. Selbst, wenn man dem mittlerweile zum Klischee gewordenen Hass, der dem Künstler entgegengebracht wird, entgegentreten wolle, müsse man letztlich einsehen, dass die Kritik nicht von ungefähr komme. In einem von Billboard herausgegebenen Ranking der 92 Alben, die bis Ende September 2016 in den USA mit Diamant prämiert wurden, belegte Breathless das Schlusslicht. Das einzig Positive an dem Werk wäre laut dem Magazin, dass es sich zumindest nicht unangenehm anhören würde.

## Kommerzieller Erfolg
Breathless war in einigen Ländern ein großer kommerzieller Erfolg. In den USA verkaufte es sich besonders gut. Es erreichte Platz 2 der Charts, war 1993 das zweiterfolgreichste Album und befindet sich dort unter den 100 meistverkauften Alben aller Zeiten. Es wurde in dem Land mit Diamant und Doppelplatin ausgezeichnet. In Australien kletterte das Album sogar bis an die Spitze der Charts und war das vierterfolgreichste Album des Jahres. Es wurde dort mit Dreifachplatin gekrönt. Weiters erreichte es auch in Neuseeland Platz 1, im Vereinigten Königreich Platz 4 und in den Niederlanden Platz 11. Im deutschsprachigen Raum konnte es sich nicht in den Charts platzieren.

### Chartplatzierungen
| ChartsChartplatzierungen       | Höchstplatzierung | Wochen |
| ------------------------------ | ----------------- | ------ |
| Vereinigte Staaten (Billboard) | 2 (214 Wo.)       | 214    |
| Vereinigtes Königreich (OCC)   | 4 (27 Wo.)        | 27     |

| ChartsJahrescharts (1993)      | Platzierung |
| ------------------------------ | ----------- |
| Vereinigte Staaten (Billboard) | 2           |

| ChartsJahrescharts (1994)      | Platzierung |
| ------------------------------ | ----------- |
| Vereinigte Staaten (Billboard) | 51          |

| ChartsJahrescharts (1995)      | Platzierung |
| ------------------------------ | ----------- |
| Vereinigte Staaten (Billboard) | 83          |

### Auszeichnungen für Musikverkäufe
| Land/Region                  | Auszeichnungen für Musikverkäufe (Land/Region, Auszeichnung, Verkäufe) | Verkäufe   |
| ---------------------------- | ---------------------------------------------------------------------- | ---------- |
| Australien (ARIA)            | 3× Platin                                                              | 210.000    |
| Brasilien (PMB)              | Platin                                                                 | 250.000    |
| Japan (RIAJ)                 | Gold                                                                   | 100.000    |
| Kanada (MC)                  | 3× Platin                                                              | 300.000    |
| Neuseeland (RMNZ)            | Platin                                                                 | 15.000     |
| Spanien (Promusicae)         | 2× Platin                                                              | 200.000    |
| Vereinigte Staaten (RIAA)    | 12× Platin                                                             | 12.000.000 |
| Vereinigtes Königreich (BPI) | Gold                                                                   | 100.000    |
| Insgesamt                    | 2× Gold · 12× Platin · 1× Diamant ·                                    | 13.175.000 |